# Hans-Joachim von Steinaecker
Hans-Joachim Franz Eduard Adolf Wilhelm Adolar Freiherr von Steinaecker, auch Steinäcker (* 30. Dezember 1887 in Breslau; † 26. Juli 1945) war ein deutscher Oberst der Wehrmacht und Beteiligter am Attentat vom 20. Juli 1944.

## Leben

### Herkunft
Hans-Joachim von Steinaecker war ein Sohn des späteren Oberst und Kommandeur der 12. Feldartillerie-Brigade Hans von Steinaecker (1858–1935) und Ida, geb. Eberhard (* 1865).

### Werdegang
Hans-Joachim von Steinaecker legte zu Michaelis 1907 sein Abitur am Königlichen Gymnasium Danzig ab.
In der Wehrmacht wurde er Generalstabsoffizier, schloss sich dem Widerstand an und gehörte zum Kreis um Fritz Goerdeler. Nach dem Attentat vom 20. Juli 1944 wurde er gefangen genommen. Entgegen den Angaben u. a. von Fabian von Schlabrendorff, auch Beteiligter am Attentat vom 20. Juli 1944, wurde von Steinaecker nicht am 26. Juli 1944 hingerichtet. Er war vielmehr bis zum 25. April 1945 im Zellengefängnis Lehrter Straße 3 inhaftiert.
Am 26. Juli 1945 starb er in sowjetischer Gefangenschaft in Rüdersdorf bei Berlin.

### Familie
Am 19. Mai 1920 heiratete er in Breslau Martha von Götzen (* 1892), Tochter des Generalleutnants Artur von Götzen.